# 劉文曄
劉 文曄（りゅう ぶんよう、449年 - 没年不詳）は、北魏の官僚。本貫は平原郡平原県。

## 経歴
南朝宋の兗州刺史の劉休賓と崔氏のあいだの子として生まれた。450年（南朝宋の元嘉27年、北魏の太平真君11年）、母とともに母方の祖父の崔邪利の任地である魯郡にいたとき、崔邪利が北魏に降り、母子も北魏に入った。文曄は志が高く、群書を総覧し、財を軽んじて義を重んじた。太和年間、伯父の劉乗民の子の劉聞慰が南朝斉に寝返った罪に連座して、文曄は弟の劉文顥・劉季友とともに北辺への徙刑に処されたが、孝文帝に特別に赦されて平城に帰った。
孝文帝が方山に行幸したとき、文曄は路側で大声で叫び、孝文帝の謁見を求めた。孝文帝の引見がかなうと、亡父への功を賞するよう求めて熱弁を振るった。同様の帰順者である崔僧祐を引き合いに出すにいたって、陸叡や高閭の批判を浴びたが、文曄はこれに反論した。孝文帝は文曄の訴えを認め、文曄は都昌県子の爵位を受けた。協律中郎に任じられ、羽林監に転じた。
宣武帝のとき、高陽郡太守に任じられた。延昌年間に死去した。平遠将軍・光州刺史の位を追贈された。諡は貞といった。
子の劉元が後を嗣ぎ、員外郎・襄威将軍・青州別駕をつとめた。

## 伝記資料
- 『魏書』巻43 列伝第31
- 『北史』巻39 列伝第27